# 新聞縮刷版
新聞縮刷版（しんぶんしゅくさつばん）は、新聞の紙面の原版のサイズを縮小して全ページを掲載する書籍や、マイクロフィルム、並びに光ディスク（CD-ROM、DVD-ROM）の出版物のことをいう。日本では『産経新聞』を除く主要全国紙、一部のブロック紙・地方紙等が定期刊行物として発行している。
世界的に新聞報道などの文書は国立図書館などアーカイブ(en:Archive)が収集保管するのが一般的で日本の国立国会図書館でも同様の作業が行われているが、新聞縮刷版として書籍にまとめるのは朝日新聞が始めたものとされている。現代では各国の新聞アーカイブはDVD-ROMやウェブ検索等で入手が可能となっており、出版書籍としての新聞縮刷版の価値は相対的なものとなっている。

## 概要
一般に新聞縮刷版は毎月1回発行され、主として図書館等で閲覧することを目的に発行されている。書籍では紙面をA4サイズに縮小コピーし、それを毎月1か月分まとめて掲載している。発行する新聞社や当日の紙面内容によってページ数は流動的である（記事が多ければ限界まで増えるし、そうでなければ全面広告面や企画広告面を含めても最低限に留まる）が、朝刊32ページ、夕刊16ページ、月30日（毎月一度休刊日がある）で実に1400ページ（辞典1冊分）に及ぶ。また全国紙のそれは東京本社発行最終版を収録しているのが通例となっており、地方版・テレビ番組欄も東京都心23区の版が掲載される。
なお中日系列の各地方紙である東京新聞、北陸中日新聞、日刊県民福井は縮刷版を発行していないが、総本社である中日新聞が代わって名古屋市内最終版の縮刷版を発行しており、関東・北陸地方の大型書店やそれぞれの取り扱い新聞販売店で入手可能である。
また、近年は省スペース化を図る目的から、パソコンで簡単に記事検索ができるようにしたCD-ROMやDVDによる縮刷版も発売されている。CD-ROMやDVDでは創刊当初（主要な新聞は明治、大正、昭和初期）からの紙面そのものを、PDF（ポータブル･ドキュメント･フォーマット）などを用いて高画質で再現（復元）できるようにしているのもあり、これらは必要に応じてプリントアウトもできる。
また新聞社によっては誕生日など指定日の新聞の縮刷コピー発行サービスがあり、その場合は一般的に当日の朝刊の1面+テレビ（ラジオ）面がセットになるのが多い。ただし新聞休刊日の場合はその日の夕刊（ただし1月2日分は夕刊もないので3日朝刊）を提供する。また特に昭和初期など時代により1面が全面広告になっていたり、番組表が存在しない場合には社会面を代わりとする新聞もある。これらのサービスは原則として有料だが、朝日新聞大阪本社の場合、毎年4月・5月ごろに「お誕生日新聞プレゼントキャンペーン」が行なわれる。八重洲ブックセンター東京本店には朝日の常設販売機があって1面と社会面いずれかが選べる。
毎日新聞東京本社は、前身の東京日日新聞（1872年3月29日創刊）の時代から、創刊号以後今日に至るまでの朝夕刊すべての新聞が保存されている。これは、マイクロフィルムを制作するにあたり、日本各地の図書館や専門機関からの協力や紙面提供があり、それらの欠号を含めた新聞を全部収録することができ、これらの文化的な価値から、毎日出版文化賞第18回特別賞（1964年）を受賞している（大阪本社版は前身の大阪日報・大阪毎日新聞時代を含め、欠号（保存されていない新聞）が存在する。

## 特定の事件・出来事に関する縮刷版
大きな事件や出来事が発生した際に、その事件や出来事に関する記事のある主要なページを抜粋、もしくは全ページ掲載した新聞縮刷版が発行されることもある。以下は例。
- 伊勢湾台風：中部日本新聞（現・中日新聞）
- 昭和天皇崩御：朝日新聞・毎日新聞
- 阪神・淡路大震災：読売新聞・朝日新聞・毎日新聞・産経新聞（それぞれ大阪本社発行最終版）・神戸新聞
- 東日本大震災：読売新聞・朝日新聞・産経新聞・日本経済新聞・河北新報・福島民報
- 熊本地震 (2016年)：読売新聞（西部本社発行最終版）・熊本日日新聞
- 令和元年東日本台風（台風19号）：信濃毎日新聞
- 1964年東京オリンピック：毎日新聞
- 2002 FIFAワールドカップ：朝日新聞
- 阪神タイガースのセントラル・リーグ優勝
  - 1985年：スポーツニッポン
  - 2003年：スポーツニッポン、デイリースポーツ
  - 2005年：スポーツニッポン
- 中日ドラゴンズのセントラル・リーグ優勝（1999年・2004年）：中日スポーツ[3][4]
- 横浜DeNAベイスターズ（2017年・2018年）：神奈川新聞

## 歴史
最初の新聞縮刷版は、1919年（大正8年）に『東京朝日新聞』が発行した大正8年7月号（8月15日付発行、ただし実際の発行日は8月26日）である。本紙発行後にある程度の採算をめざして定期的に一定部数を発行する、という形での縮刷版の発行は、当時、世界的に見ても類例のないものであった。
発案者は東京朝日新聞調査部長の杉村楚人冠で、もともとは新聞のバックナンバーの保存・管理をしやすくするために思いついたものである。ヒントになったのは、白虹事件の公判に際し、『大阪朝日新聞』を写真製版による網版印刷で菊判に縮刷したものが証拠物件として提出されたことであったという。菊判では字が小さくなりすぎるため、石版印刷で菊倍判（もとのブランケット判紙面の約4分の1のサイズ）に縮刷したものを作成することにし、当初は社内用に少部数作るつもりでいたところ、3000部以上売れれば採算がとれることがわかり、一般への販売を行うことになった。
1921年（大正10年）2月に夕刊が創刊されページ数が増えたため、採算をとることが困難となり、再編集してページ数を減らすことで対応したが、1926年（大正15年）12月以後は発行紙面通りの縮刷版に戻されている。1945年（昭和20年）に製本所が戦災にあった関係などで、一時発行を停止したが、1947年（昭和22年）1月号から復刊。発行されていなかった1945年・1946年分は、1955年（昭和30年）にまとめて発行された。1959年（昭和34年）1月号よりB4判からA4判に縮小された。
なお、『大阪朝日新聞』も1928年（昭和3年）1月分（2月発行）から『東京朝日新聞』とは別に縮刷版の発行を始めたが、1940年9月の東西統合後、1941年（昭和16年）12月に廃刊となった。
光ディスクによる電子縮刷版は、『読売新聞』が1994年1月よりCD-ROM版の発行を開始したのが最初である。このシステムは読売新聞社・丸善・日立製作所の3者が共同で開発したものであった。

## 縮刷版における記事の訂正・削除

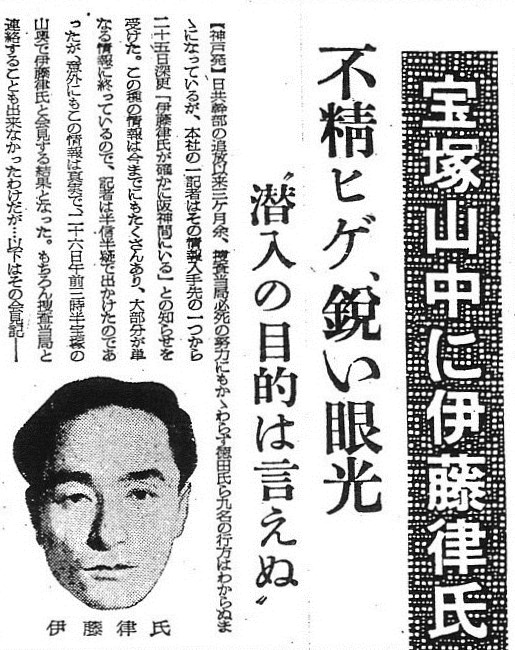
「伊藤律との会見」を報じた朝日新聞（1950年9月27日付。縮刷版ではこの記事が抹消されており、本文に記載のお断り記事に差し替えられている）

原則として誤植・誤報・表現上の問題などがあった場合でも紙面の編集・加工などはせず原版をそのまま掲載しており、また訂正記事もそのまま載せているが、例外も存在する。
『朝日新聞縮刷版』は、1989年（平成元年）9月号まで、「実際の紙面の記録」より「資料」性を重視する方針から、「訂正」や「おわび」の元になった記事、誤りのあることがわかった記事は修正した形で掲載してきた。また、訂正文を削除して穴埋めを載せる、という方針であったため、実際の紙面と食い違いが生じる場合がしばしばあり、「間違いをこっそり直した」といった批判を受けるなどの問題もあった。1989年10月1日より、訂正文をより丁寧で目立つ形で掲載する方針となったことを機に、縮刷版についても、1989年10月号からは、記事の間違いは間違いのまま、訂正記事もそのままで出版する、という方針に切り替えている。
以下に、この方針転換以前の例を挙げる。
1943年1月1日付『朝日新聞』に掲載された中野正剛の「戦時宰相論」は、東條英機首相を批判した内容として掲載後に記事差し止めとなったため、縮刷版には収録されていない。当時の取り締まりでは、どの記事が差し止めになったかということ自体も報道できなかったため、縮刷版では埋め草として、実際の1月1日付紙面には掲載されなかった記事が掲載されている。
1950年9月27日『朝日新聞』朝刊の「伊藤律会見報道事件」といわれる捏造報道問題の箇所は、同年10月に発売された縮刷版で「お断り　ここに掲載された伊藤律氏の会見記は事実無根と判明しましたので全文削除しました」として、当該記事の掲載を削除している。
1989年4月20日『朝日新聞』夕刊に掲載された写真記事「写89・『地球は何色?』」で、のちに「記事ねつ造事件」という大問題にまで発展した「サンゴを汚したK・Yってだれだ」の記事については上記の伊藤会見捏造事件と異なりそのまま掲載されているが、当該記事緒欄外に「おことわり 写89・『地球は何色?』の写真については本社の取材に過ちがありました。『お詫び』を5月16日付と同20日付の朝刊1面に掲載しています」との謝罪文が掲載されている。なお、当初は縮刷版から削除する方針と伝えられていたが、おわび記事との整合性がとれなくなるとして残すことにしたものという。同様の例として三億円別件逮捕事件の関連記事について国立国会図書館においても「関係者の人権に留意して利用するよう」閲覧者に向けた注意書きが添付されている。

## 縮刷版を発行している日本の新聞

### 全国紙
- 朝日新聞（1919年7月 - ）[17] - 発売元は朝日新聞出版。前身の『東京朝日新聞』を含む。また、『大阪朝日新聞』でも『東京朝日新聞』とは別に縮刷版を発行していた（1928年1月 - 1941年12月）[18]。なお、『東京朝日新聞』としてスタートした1888年7月から1919年6月までの復刻縮刷版も、日本図書センターから刊行されている[19][20]。
- 毎日新聞（1928年1月 - 1929年1月、1937年1月 - 1944年4月、1950年1月 - ）[21] - 発行元は毎日新聞出版。前身の『大阪毎日新聞』を含む。1944年4月までは大阪本社版[22][23][24]。
- 日本経済新聞（1949年4月 - ）[25]
- 読売新聞（1958年9月 - ）[26]

### 英字紙
- The Japan Times （1961年11月 - ）[27]

### 地方紙
- 中日新聞（1972年1月 - ）[28]

### 業界紙
- 日経MJ（1982年9月 - ）[29] - 旧題号の『日経流通新聞』を含む。
- 日本証券新聞[30]
- 環境新聞（1993年1月 - ）[31]
- 文化通信（2002年 - ）[32]
- 新文化（1972年1月 - ）[33]
- 電気新聞（1970年1月 - ）[34]
- 燃料油脂新聞[35]
- ニッキン（1964年 - ）[36] - 旧題号の『日本金融通信』[37]を含む。

### 政党機関紙
- 公明新聞[38]

## 過去に縮刷版を発行していた日本の新聞
光ディスク（CD-ROM/DVD-ROM）版へ移行した新聞を含む。

### 全国紙
- 産経新聞 - 『産業経済新聞』時代の1951年1月 - 1954年12月に大阪本社版の縮刷版を発行していた[39]。

### 地方紙
- 北海道新聞（1967年4月 -  2020年12月）[40]
- 十勝毎日新聞（1982年1月 - 2005年3月、以後は光ディスク版）[41]
- 秋田魁新報（1966年7月 - 1974年2月）[42]
- 福島民報（1976年10月 - 2002年7月、以後は光ディスク版）
- 茨城新聞（1970年1月 - 1971年12月、1980年4月 - 2002年6月、以後は光ディスク版）[43] - 旧題号の『いはらき』[44]を含む。
- 下野新聞（1965年11月 - 2002年3月、以後は光ディスク版）[45]
- 埼玉新聞（1980年4月 -  2019年12月、以後は光ディスク版）[46]
- 千葉日報（1976年7月、1977年4月 - 2004年3月、以後は光ディスク版）[47]
- 新潟日報（1966年4月 - 1978年3月）
- 北國新聞（1966年4月 - 2016年3月、以後は光ディスク版）[48]
- 福井新聞（1976年11月 - 2011年3月、以後は光ディスク版）[49]
- 山梨日日新聞（1971年7月 - 2006年3月、以後は光ディスク版）[50]
- 中部経済新聞（1982年1月 - 2015年3月）[51]
- 京都新聞（1967年1月 - 1985年12月） [52]
- 山陰中央新報（1966年10月 - 1980年3月）
- 中国新聞（1966年8月 - 1975年5月）[53]
- 西日本新聞（1968年1月 - 1969年12月）
- 琉球新報（1965年9月 - 1969年12月、1993年8月 - 1999年6月）[54]
- 沖縄タイムス（1975年11月 - 2006年3月）[55]

### 業界紙
- 日経産業新聞（1973年10月 - 2024年3月）[56]
- 日刊工業新聞（1960年9月 - 2003年3月、以後は光ディスク版）[57]
- 日本農業新聞（1961年1月 - 2010年3月、以後は光ディスク版）[58]
- 日刊電波新聞（1967年1月 - 1997年8月、以後は光ディスク版）[59]
- 繊研新聞（1977年4月 - 2002年4月、以後は光ディスク版）[60]
- 交通新聞（1991年1月 - 2015年12月）[61]
- 日刊自動車新聞（ - 2008年12月）[62]
- 株式新聞（1959年7月 - 2008年11月）[63]
- 日経金融新聞（1987年10月 - 2008年1月、以後廃刊）[64]
- 日本情報産業新聞（ - 1988年6月）[65]

### 政党機関紙
- しんぶん赤旗（1966年2月 - 2004年3月、以後は光ディスク版）[66] - 旧題号の『赤旗』[67]を含む。

### 宗教機関紙
- 聖教新聞（ - 1977年12月）

## 縮刷版を発行している各国の新聞
- 人民日報 縮印合訂本（1975年1月 - ）[68]